# Iori Miyamoto
Miyamoto Iori (jap. 宮本 伊織, みやもと いおり), (13. studenoga 1612./21. dan 10. mjesec 17. godina Keichōa – 18. svibnja 1678./28. dan 3. mjesec 6. godina Enpōa) bio je samuraj iz razdoblja Edoa (17. stoljeće) u Japanu. Bio je usvojeni sin Musashija Miyamota.
Postao je vazal Tadazanea Ogasaware.

## Preporučena literatura
- 福田正秀著『宮本武蔵研究論文集』歴研　2003年　ISBN 4-947769-22-X
- 福田正秀『宮本武蔵研究第2集・武州傳来記』ブイツーソリューション　2005年　 ISBN 4-434-07295-1